# Naissance en 1235
Naissance
- 1231
- 1232
- 1233
- 1234
- 1235
- 1236
- 1237
- 1238
- 1239

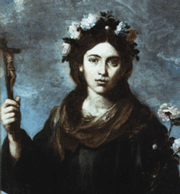
Rose de Viterbe, née en 1235.

Cette page dresse une liste de personnalités nées au cours de l'année 1235 :
- 19 novembre: Henri XIII de Bavière, duc de Bavière de la Maison de Wittelsbach.

- Salomon ben Aderet, ou Rachba, rabbin, légaliste, banquier et talmudiste.
- Bertrand des Baux, noble provençal, membre de la maison des Baux, devenu comte d'Avellino en Italie.
- Boniface VIII, pape.
- Chen Rong, peintre et poète chinois.
- Gérard IV de Jauche, seigneur de Jauche, de Baudour, de Hierges et de Sedan.
- Géraud VI d'Armagnac, vicomte de Fezensaguet, puis comte d'Armagnac et de Fezensac.
- Guittone d'Arezzo, poète toscan.
- Aaron Halevi, rabbin, talmudiste et légaliste de l'ère des Rishonim.
- Henri d'Almayne, prétendant au trône du Saint-Empire romain germanique.
- Hugues III de Chypre, roi de Chypre et de Jérusalem.
- Mohammed II al-Faqih ou Abû `Abd Allâh “al-Faqîh” Mohammed ben Mohammed surnommé Al-Faqîh, deuxième émir nasride de Grenade.
- Drogön Chögyal Phagpa, 5e chef de l’école Sakyapa du Bouddhisme Tibétain.
- Qian Xuan, peintre chinois.
- Rose de Viterbe, sainte de l'Église catholique romaine qui appartenait au Tiers Ordre franciscain.
- Yolande de Pologne, princesse hongroise, notamment devenue duchesse de Grande-Pologne.

date incertaine (vers 1235)
- Henry de Hastings, noble à la tête de la ville de Londres pendant la bataille de Lewes, où il est capturé, puis qui combat à la bataille d'Evesham.
- Nicolas de Pologne, ou Nicolas de Montpellier, médecin empirique et frère dominicain.
- Plaisance d'Antioche, reine de Chypre, puis régente des royaumes de Chypre et de Jérusalem.
- Walter de Bibbesworth, chevalier et poète anglo-normand.
- Elisabeth von Wetzikon, abbesse du Fraumünster.